# شش سه‌تا هشت
شش سه‌تا هشت یا گردان ۶۸۸۸، فیلمی آمریکایی در گونه درام جنگی محصول سال ۲۰۲۴ میلادی به نویسندگی و کارگردانی تایلر پری می‌باشد که درباره گردان ۶۸۸۸ اداره مرکزی پست آمریکا، گردانی کاملا متشکل از زنان سیاه‌پوست در جنگ جهانی دوم، ساخته‌شده است. بازیگران این فیلم شامل کری واشنگتن، ابانی ابسیدین، میلانا جکسون، کایلی جفرسون، شانیس شانتی، سارا جفری، پپی سونوگا، موریا براون، گرگ سولکین، سوزان ساراندون، دین نوریس، سم واترستون و اپرا وینفری می‌باشند.
این فیلم براساس مقاله سال ۲۰۱۹ کوین ام. هایمل به نام «نبرد در جنگی با دو جبهه» است که موضوعش مشارکت‌های گردان تماما زنانه و سیاه‌پوست ۶۸۸۸‌ام اداره پست مرکزی آمریکا در جنگ جهانی دوم بود.
شش سه‌تا هشت در تاریخ ۶ دسامبر ۲۰۲۴ در سینماهایی منتخب و محدود اکران شد، آنهم درست قبل از اولین پخش جریانی‌اش توسط نتفلیکس در ۲۰ دسامبر ۲۰۲۴ که با بازخوردهایی متوسط تا منفی همراه شد.